# Archibracon curticornis
Archibracon curticornis är en stekelart som beskrevs av Donald L.J. Quicke 1989. Archibracon curticornis ingår i släktet Archibracon och familjen bracksteklar. Inga underarter finns listade.